# Câmara Municipal de Auckland

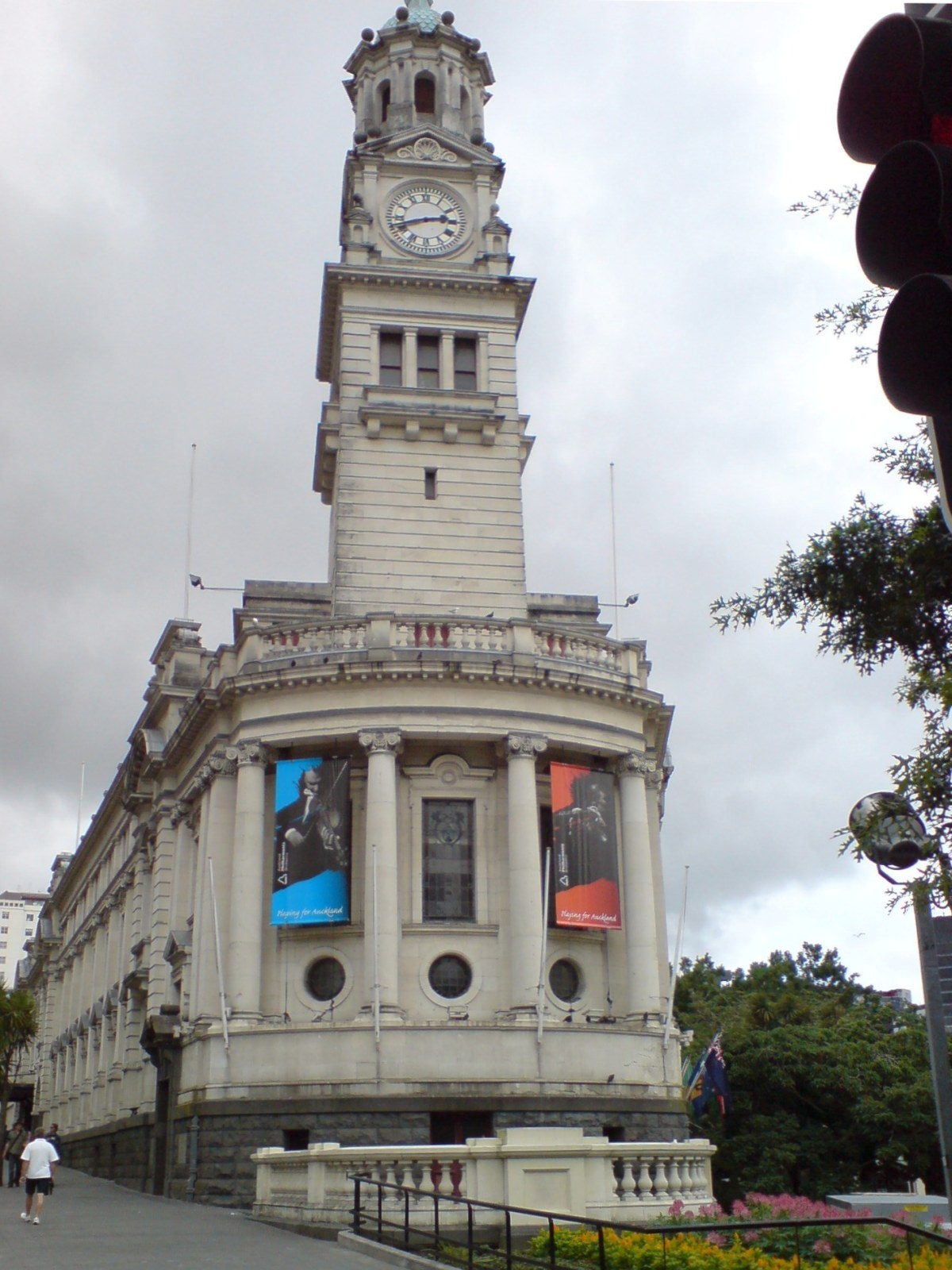
Câmara Municipal.

A Câmara Municipal de Auckland ou, na sua forma portuguesa, de Auclanda (Auckland Town Hall) é um edifício histórico em Auckland, Nova Zelândia, usada tanto para funções administrativas como para concertos na sua afamada sala de concertos.

## História
Aberto em 14 de Dezembro de 1911 pelo Barão Islington, nessa altura o Governador-Geral da Nova Zelândia, é um dos mais proeminentes sítios históricos da Queen Street. Custando £ 126.000, foi desenhado pela JJ & EJ Clarke, sendo o seu edifício neo-renascentista escolhido entre 46 propostas. O edifício de 5 andares foi especialmente desenhado para caber no terreno na esquina da Queen Street com a Grey Street. Foi a primeira sede do poder administrativo e o primeiro espaço de entretenimento da jovem cidade de Auckland, com a sua sala de concerto (com lugar para 1.673).
O interior foi restaurado entre 1994 e 1997 por NZ$ 33 milhões porque a estrutura não apresentava métodos de resistência a terramotos.